# جورج كوفمن
جورج سيمون كوفمن  (بالإنجليزية: George Simon Kaufman)‏: كاتب، مخرج، ناقد مسرحي، وصحافي أمريكي. وأحد أهم كتاب الكوميدي الموسيقية في الولايات المتحدة الأمريكية في القرن العشرين، وحائز على جائزة بوليتزر مرتين. أُخرج معظم نصوصه المسرحية ومؤلفاته الموسيقية على مسرح برودواي في نيويورك وصار عديدٌ منها أفلاماً سينمائية ناجحة.
وُلد كوفمَن لعائلة يهودية في بتسبرغ في ولاية بنسلفانيا، وتوفي في مدينة نيويورك. كتب في البداية في صحيفة واشنطن تايمز، ثم في صحيفة نيويورك تايمز بصفته ناقداً مسرحياً. كتب كوفمن كثيراً من النصوص المسرحية والسيناريوهات السينمائية والمسرحيات التلفزيونية بالاشتراك مع كتّاب آخرين، وأكثر مسرحياته نجاحاً كانت تلك التي كتبها بالاشتراك مع موس هارت مرة في العمر عام 1930م، و لا تستطيع أن تأخذه معك ونال على كل منهما جائزة بوليتزر. وتتحدث المسرحية الثانية عن أهمية تحقيق الإنسان حلمه ومبتغاه من الحياة، وألا يقتصر على تحصيل المال الذي لا يأخذه المرء معه عندما يموت. أما «مرة في العمر» فقد عُرضت أكثر من أربعمائة مرة وحققت نجاحاً ساحقاً، وتناولت موضوع السينما في هوليوود التي كانت في فترة التحول من السينما الصامتة إلى الناطقة. وكتب أيضاً الرجل الذي أتى إلى العشاء وتتحدث عن أستاذ جامعي تملؤه المرارة والغضب والحقد لدرجة تجعله فظَّاً مع كل من حوله، وقد عرضت أكثر من سبعمئة مرة في نيويورك.

## أعماله
- مسرحية واحدة كتبها بمفرده:

رجل الزبدة والبيض (1925).
مسرحيات كتبها بالمشاركة:
1. مسرحياته مع مارك كونيلي:

- دولسي (1921).
- السيدات (1922).

- ميرتون رجل السينما (1922).

- شحاذ على ظهر حصان (1924).[3]

2. مسرحياته مع موس هارت:
- مرة في العمر (1930).

- لا تستطيع أن تأخذه معك (1936).

- الرجل الذي أتى إلى العشاء (1939).

3. مسرحياته مع إدنا فيربر:
- العشاء في الثامنة (1932).
- إني أتغنى بك (1932).

## روابط خارجية
- جورج كوفمن على موقع IMDb (الإنجليزية)
- جورج كوفمن على موقع الموسوعة البريطانية (الإنجليزية)
- جورج كوفمن على موقع ألو سيني (الفرنسية)
- جورج كوفمن على موقع أول موفي (الإنجليزية)
- جورج كوفمن على موقع قاعدة بيانات برودواي على الإنترنت (الإنجليزية)
- جورج كوفمن على موقع قاعدة بيانات الأفلام السويدية (السويدية)
- جورج كوفمن على موقع إن إن دي بي (الإنجليزية)
- جورج كوفمن على موقع قاعدة بيانات الفيلم (الإنجليزية)
- جورج كوفمن على موقع كينوبويسك (الروسية)